# 2012년 하계 올림픽 육상 남자 경보 20km
제30회 하계 올림픽 육상 남자 경보 20km 경기는 2012년 8월 4일 영국 런던 더몰 인근에서 열렸다.